# 데이비드 슬레이드
데이비드 슬레이드(David Slade, 1968년 10월 26일 ~ )는 영국의 영화 감독이다.

## 필르모그래피

### 영화
- 써티 데이즈 오브 나이트 (2007)
- 이클립스 (2010)

### 텔레비전 시리즈
- 브레이킹 배드
  - 에피소드 4.03 – "Open House"
- 어웨이크
  - 에피소드 1.01 – "Pilot"
- 한니발
  - 에피소드 1.01 – "Apéritif"
  - 에피소드 1.03 – "Potage"
  - 에피소드 1.13 – "Savoureux"
  - 에피소드 2.11 – "Kō No Mono"
  - 에피소드 2.13 – "Mizumono"
- 크로스본즈
  - 에피소드 1.01 – "The Devil's Dominion"
- Powers
  - 에피소드 1.01 – "Pilot"
  - 에피소드 1.02 – "Like a Power"
- 신들의 전쟁
  - 에피소드 1.01 – "The Bone Orchard"
  - 에피소드 1.02 – "The Secret of Spoons"
  - 에피소드 1.03 – "Head Full of Snow"
- 검은 거울
  - 에피소드 4.05 – "Metalhead"